# Георге Бібеску
Георге Бібеску (рум. Gheorghe Bibescu, [ˈGe̯orɡe Biˈbesku]; 26 квітня 1804 — 1 червня 1873) — господар (князь) Волощини між 1843 і 1848 роками. Його правління збіглося з революційною хвилею, яка призвела до Волоської революції 1848 року.

## Рання політична кар'єра
Народився в Крайові як перший син Дімітріє Бібеску, члена боярського роду Бібеску, вивчав право в Парижі. Після повернення до Волощини був обраний депутатом Надзвичайних громадських зборів, законодавчого форуму, створеного імперськими російськими наглядачами наприкінці російсько-турецької війни 1828–1829 років, представляючи повіт Долж за часів правління Павла Кисельова. Згодом він обіймав різні посади, в тому числі посаду державного секретаря[джерело не вказано] До свого обрання господарем він вважався опонентом свого попередника Александра II Гіци.

## Господар Волощини

### Вибори
1 січня 1843 року у Волощині відбулися перші (і єдині) вибори, проведені відповідно до Органічного статуту; вони були проведені представницькими зборами й були викликані зловживаннями Гіци. Серед багатьох кандидатів Бібеску та його старший брат Барбу Штірбей були найпопулярнішими в імперській Росії. Бібеску був обраний господарем за підтримки як консервативних бояр, так і молодих лібералів. Одним з його перших жестів на посаді було помилування радикалів, які змовилися проти Гіци (в тому числі Мітіче Філіпеску та Ніколає Белческу).
Бібеску не змінив уряд одразу після виборів, оскільки він складався переважно з політичних супротивників Гіци. Однак його відносини з Громадською асамблеєю почали погіршуватися через розбіжності щодо кількох законодавчих проєктів.

## Справа Трандафілова та розпуск Асамблеї
Навесні 1844 року уряд Волощини задовольнив прохання російського інженера Олександра Трандафілова про дозвіл на управління шахтами країни (які перебували у приватній власності). До того ж якщо власник шахти не розпочинав видобуток протягом 18 місяців, російська компанія мала перебрати на себе управління шахтами на 12 років, сплачуючи 10% від прибутку власнику та 10% — волоській державі.
Бібеску схвалив договір, але Народні збори протестували проти нього: депутати побачили в ньому втручання держави-покровительки в місцеву політику. Зрештою, договір було скасовано, але, опинившись між позицією Асамблеї та російською владою, 4 березня 1844 року Бібеску розпустив Громадські збори зі схвалення російського імператора Миколи I.
Коли в листопаді 1846 року були скликані вибори до парламенту, він використав кілька способів, щоб змусити опозицію замовкнути, таким чином забезпечивши собі підконтрольний законодавчий орган.
Чітке розмежування між ним і романтичними націоналістами відбулося, коли він наказав перетворити Колегію Святого Сави на франкомовну школу — на основі його думки, що румунська мова була несумісна з модернізацією.
Через два з половиною роки після цього Бібеску прийняв закони про громадські роботи та державне управління. Влітку 1844 року він здійснив тривалу подорож країною, щоб проінспектувати державні установи та місцеві органи влади у великих містах.

## Напередодні революції 1848 року
У грудні 1846 року Кисельов порадив йому призначити нові вибори до Народних зборів. Вибори привели до нової Асамблеї, в якій домінували політики, лояльні до господаря. З цим законодавчим органом Бібеску прийняв кілька важливих законів, таких як новий закон про православне духовенство, закон, який дозволив господареві затверджувати церковний бюджет, а також закон про звільнення всіх циганських рабів, які належали церкві та державним органам влади.  
Георге Бібеску працював над покращенням відносин з Молдавією (іншим Дунайським князівством під російським наглядом), і, починаючи з 1847 року, дві країни створили митний союз, після угоди з Михаїлом Стурдзою, молдавським господарем. Це стало кульмінацією його спроби усунути торговців і гільдії Волощини від іноземної конкуренції (див. Судети (Sudiți), що вперше проявилося в його проєкті збільшення податків на іноземні товари.
Бібеску також переконав російський уряд дозволити йому накласти деякі податки на ті монастирі, які були присвячені різним православним центрам поклоніння за межами територій Дунайських князівств (питання власності, суворе з кінця епохи фанаріотів, означало, що церковна власність вислизала від державного втручання, спрямовуючи доходи до таких місць як гора Афон; це мало бути врегульовано шляхом секуляризації за часів правління Александру Йоана Кузи). 
Влітку 1848 року спалахнула революція. Спочатку волоські радикали марно намагалися залучити Бібеску на свій бік. Тоді вони видали Іслазьку прокламацію від 9 червня 1848 року. 
11 червня Георге Бібеску прийняв цю прокламацію; через два дні він зрікся престолу і покинув країну, залишивши її під владою Тимчасового уряду, який у вересні піддався османській інтервенції. У 1859 році Бібеску був представлений як кандидат на престол консерваторами, які виступали проти об'єднання Волощини з Молдовою. 
Він помер у Парижі.

## Особисте життя
Георге Бібеску був одружений на Зої Бринковяну, останній з роду Бринковяну, тому успадкував усі титули та багатства. Шлюб був невдалим, оскільки Зоє стала психічно хворою. Бібеску вступив у конфлікт з Православною церквою, оскільки хотів розлучитися з Зоєю. Врешті-решт йому вдалося отримати розлучення у 1845 році, а у вересні того ж року він одружився з Марією Вацереску у Фокшанах.
Спадщина Бринковяну перейшла до сина Зої та Георге Бібеску, Грегуара Бібеско-Бассараба (батька Анни де Ноай).